# Byttneria morii
Byttneria morii är en malvaväxtart som beskrevs av L.C. Barnett och L.J. Dorr. Byttneria morii ingår i släktet Byttneria och familjen malvaväxter. Inga underarter finns listade i Catalogue of Life.